# Lakkebail, Khanapur
Lakkebail là một làng thuộc tehsil Khanapur, huyện Belgaum, bang Karnataka, Ấn Độ.